# Andrea Rossetto
Andrea Rossetto (Vicenza, 27 febbraio 1977) è un fumettista e illustratore italiano.

## Biografia
È attivo come fumettista e illustratore dal 2004, è laureato in cinematografia al DAMS di Bologna dal 2005. Ha lavorato per diverse case editrici, sia italiane che internazionali: Walt Disney, Les Humanoïdes Associés, Soleil Editions, Bamboo, Vent D’Ouest, Lisciani Giochi, Paravia Bruno Mondadori, Zanichelli, Cappelli, Lattes, Pearson, Rainbow, Renoir Comics, Star Comics e Bonelli. Tra le licenze ricordiamo Toy Story, Don Camillo e Dragonero Adventures. 
Insegna all'Scuola Internazionale di Comics di Padova.

## Opere
- Don Camillo a fumetti - ReNoir Comics
- Valter Buio (con Bilotta,Vitolo,Fara,Gerasi)  - Star Comics (2017)